# La Nuit du lièvre
La Nuit du lièvre est un album de bande dessinée en noir et blanc.
- Scénario : Yves Leclercq
- Dessins : Georges Van Linthout

## Publication

### Éditeurs
- Delcourt (Collection Encrages) (2001)  (ISBN 2-84055-533-6)

cet album a reçu le prix du meilleur scénario 2002 au festival BD de Darnétal (Rouen)